# Ängalag och Svenstorp
Ängalag och Svenstorp var en av SCB avgränsad och namnsatt småort i Båstads kommun i Skåne län. Den omfattade bebyggelse i de sammanvuxna byarna Ängalag och Svenstorp i Hovs socken. 2010 understeg befolkningen 50 och statusen som småort förlorades och därefter finns ingen bebyggelseenhet med detta namn.